# 托尔萨克
托尔萨克（法語：Torsac，法語發音：[tɔʁsak]）是法国夏朗德省的一个市镇，属于昂古莱姆区。

## 地理
托尔萨克（45°33'48"N, 0°12'53"E）面积28.55 平方千米，位于法国新阿基坦大区夏朗德省，该省份为法国西部内陆省份，北起德塞夫勒省和维埃纳省，东临上维埃纳省，东南至多尔多涅省，南至多爾多涅省，西接滨海夏朗德省。
与托尔萨克接壤的市镇（或旧市镇、城区）包括：迪尼亚克、迪拉克、富克布吕讷、博埃姆河畔穆捷、皮穆瓦延、沃伊和日热。

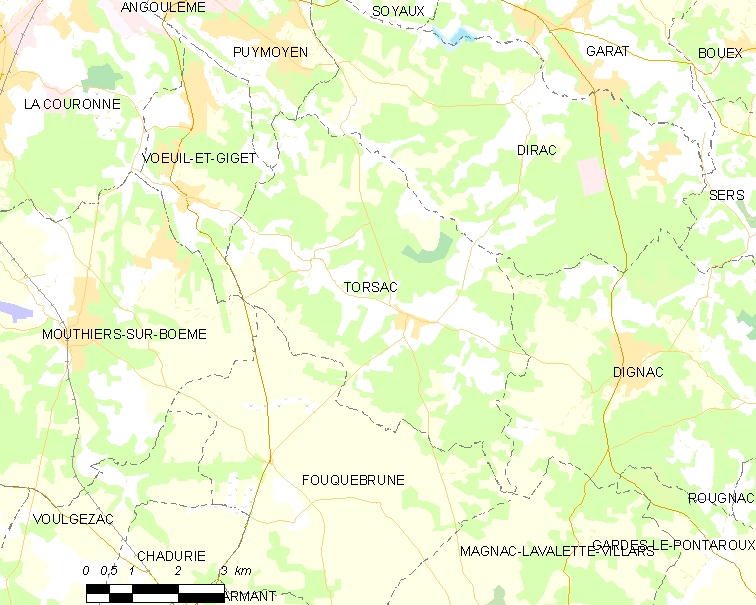
托尔萨克的OSM定位图

托尔萨克的时区为UTC+01:00、UTC+02:00（夏令时）。

## 行政
托尔萨克的邮政编码为16410，INSEE市镇编码为16382。

## 政治
托尔萨克所属的省级选区为博埃姆-埃谢勒县。

## 人口

1962-2008年间托尔萨克人口变化图示

托尔萨克于2022年1月1日时的人口数量为724人。